# Port lotniczy Batticaloa
Port lotniczy Batticaloa – port lotniczy położony w mieście Batticaloa, w Sri Lance. Jest używany do celów wojskowych. Obsługiwany przez Sri Lanka Air Force.